# Metropolitana di Amsterdam
La metropolitana di Amsterdam (in olandese Amsterdamse metro) è un sistema di trasporto pubblico composto da cinque linee di metropolitana. Il sistema è a servizio della città di Amsterdam, nei Paesi Bassi.
La rete è di proprietà della città di Amsterdam ed è operata dalla GVB, la società che gestisce anche i tram, i traghetti e gli autobus urbani nella città.
Per i viaggi è utilizzabile una smart card contactless, la OV-chipkaart, utilizzabile oltre che sulla metropolitana di Amsterdam, su tutti i trasporti pubblici terrestri di linea dei Paesi Bassi.

## Linee
Il sistema è composto da cinque linee.
La metropolitana usa lo scartamento normale ed è alimentata a 750 V CC da una terza rotaia.
- 50 Isolatorweg-Gein
- 51 Isolatorweg-Centraal
- 52 Noord-Zuid
- 53 Centraal-Gaasperplas
- 54 Centraal-Gein